# ام بکول
ام بکول (به عربی: أم بکول) یک منطقهٔ مسکونی در سودان است که در شمالی (ایالت سودان) واقع شده‌است.